# Dendryphantes ravidus
Dendryphantes ravidus là một loài nhện trong họ Salticidae.
Loài này thuộc chi Dendryphantes. Dendryphantes ravidus được Eugène Simon miêu tả năm 1868.